# إرينا إيكوتا
إرينا إيكوتا (باليابانية: 生田 衣梨奈)؛ هي مغنية يابانية. ولدت في 7 يوليو 1997 في فوكوكا، اليابان.

## روابط خارجية
- إرينا إيكوتا على موقع IMDb (الإنجليزية)
- إرينا إيكوتا على موقع ميوزك برينز (الإنجليزية)
- إرينا إيكوتا على موقع ديسكوغز (الإنجليزية)
- إرينا إيكوتا على موقع قاعدة بيانات الفيلم (الإنجليزية)